# نهر كواندو
كواندو (من البرتغالية cuando) - نهر في جنوب غرب أفريقيا.
يتدفق النهر في أنغولا، على الجزء الشرقي من مقاطعة كواندو _ كوبانغو، وفي ناميبيا وبوتسوانا. يوجد منبع كواندو في هضبة بييه في أنغولا ويعد المجرى الأوسط للنهر الحدود الفاصلة بين أنغولا وزامبيا.
يمتد على طول 735 كيلومتر، بينما تبلغ منطقة حوضه - حوالي 96 780 كم ². ويصب في نهر الزمبيزي، و رافده الأيمن .
كواندو واحدة من الأنهار الرئيسية في جنوب أفريقيا.